# Баникоара
Баникоара (фр. Banikoara) — коммуна, округ и город Бенина. Площадь 4 383 км², население 248 621 человек (2013).

## Административное деление
Коммуна делится на 10 округов: Баникоара, Фунуго, Гомпару, Гумори, Кокей, Кокибороу, Унет, Сомпереку, Сороко и Тура. В их состав входят 53 села и 11 городских округов.
В округ Баникоара входят деревни Арбонга, Деману, Деру-Гару, Кокире, Коммон, Кори-Гингуири, Токи-Банта, Вагу, Ветероу и Ядикпару.

## Демография
Коммуна занимает площадь 4 383 км², а по состоянию на 2002 год её население составляло 152 028 человек. В 2008 году в административном центре проживало 24 917 человек.

## Экономика
Большая часть населения занимается сельскохозяйственной деятельностью, за которой следуют торговля и ремесла. Под сельское хозяйство отведено 51 024 гектара земли, что составляет 7,32 % от общей площади земель. Основными выращиваемыми культурами являются кукуруза, хлопок, сорго и вигна.
Электричество, используемое в Баникоаре, производится генератором из-за неисправной солнечной батареи и ненадёжного сетевого электричества. Телефонные линии находятся в плохом состоянии, что затрудняет поддержание постоянного и надёжного соединения для доступа в Интернет.

## СМИ
ЮНЕСКО безвозмездно предоставила четыре компьютера и другое оборудование, провела первоначальный двухнедельный курс обучения и отвечала за создание радиостанции в Баникоаре в 1994 году. С февраля 2002 года они обучали местных жителей основным навыкам работы в ксерокопировании, сканировании, печати и фотографировании.